# Carmen Artocchini
Carmen Artocchini (Piacenza, 11 giugno 1925 – Piacenza, 10 dicembre 2016) è stata una pubblicista e studiosa di storia italiana.

## Biografia
Nata a Piacenza da Anacleto Artocchini, impiegato presso la stazione ferroviaria cittadina, e Maria Daprati, insegnante, frequentò la scuola elementare "Giulio Alberoni" e successivamente il Regio Liceo ginnasio Melchiorre Gioia Proseguì gli studi all’Istituto Giulia Molino Colombini, conseguendo il diploma magistrale senza sostenere l'esame di maturità a causa degli eventi bellici..
Durante la Seconda guerra mondiale, nell’estate del 1943 iniziò a lavorare in banca. Dopo l’8 settembre si trasferì a Monteventano, presso uno zio, continuando a lavorare a Piacenza. Nell'autunno dello stesso anno si iscrisse alla facoltà di Magistero di Torino, dove si laureò in materie letterarie nel 1950 con una tesi su Piacenza e Federico II.
Tra il febbraio e il maggio 1945 fu attiva nella Resistenza con il nome di battaglia "Katiuscha", nella 10ª brigata "Valoroso" della I divisione partigiana guidata da Fausto Cossu comandante della divisione piacentina "Giustizia e Libertà". Operò come furiere, staffetta e crocerossina. Nel 1961 ricevette il riconoscimento di patriota dal distretto militare di Piacenza.
Nel 1945 aderì all’Unione Donne Italiane, partecipando alla campagna per il diritto di voto. Nel 1947 fu nominata direttrice della colonia per bambine di Lerici, ma nello stesso anno abbandonò l'associazione a seguito dell’elezione di Maria Maddalena Rossi alla presidenza.

### Attività
Dal 1946 al 1947 collaborò con il periodico Voce nuova, utilizzando lo pseudonimo "Katiuscha" o "Katia". Dal gennaio 1954 scrisse anche per il quotidiano Libertà.
Dal 1951 al 1987 insegnò lettere, storia e geografia presso l’Istituto tecnico commerciale Gian Domenico Romagnosi.
Tra il 1955 e il 1957 fu consigliera presso la sezione piacentina del Club Alpino Italiano. Dal 1957 divenne membro dell’Istituto storico per il Risorgimento Italiano e della Deputazione di Storia Patria per le Province Parmensi.
Nel 1958 si diplomò alla scuola di paleografia, diplomatica e dottrina archivistica presso l’Archivio di Stato di Parma.
Nel 1960 vinse il Primo concorso Città di Piacenza con il racconto "Luretta vallata della mia infanzia". L'anno successivo si iscrisse come pubblicista all’Ordine dei giornalisti dell’Emilia-Romagna.
Dal 1966 al 1975 fu assistente volontaria alla cattedra di paleografia e diplomatica dell’Università degli studi di Parma, con il professor Ettore Falconi, ruolo mantenuto fino al 1975.
Tra il 1972 e il 1986 fu la prima donna a dirigere il Bollettino Storico Piacentino, in qualità di direttore responsabile affiancando il direttore scientifico Giovanni Forlini.
Nel 1974 fu tra le fondatrici del Soroptimist di Piacenza e della sezione locale del Centro di documentazione delle tradizioni popolari. Nel 1979 quest’ultimo venne assorbito dal Centro etnografico provinciale creato dall’amministrazione provinciale e diretto da Mario Di Stefano con una raccolta di documenti, anche sonori, che in seguitò confluirà nelle collezioni della biblioteca Passerini-Landi.
Dal 1978 al 1998 fu socia e addetta stampa del Club del Fornello e partecipò alla fondazione del comitato Unicef di Piacenza.
Nel 1996 promosse un convegno dedicato a Giana Anguissola e altre iniziative commemorative. Nello stesso anno si adoperò per altre due iniziative a favore dell’Anguissola: la collocazione di una targa a ricordo sotto il torrione del castello di Travo, dove la scrittrice aveva vissuto e lavorato durante le estati, e l’interessamento presso la commissione comunale per la toponomastica per l’intitolazione di una strada o un giardino della città. Nel 2007 curò con Nadia Cocco la pubblicazione postuma di "Buona tavola e belle lettere, un ricettario di cucina emiliano-romagnola e lombarda predisposto dall’Anguissola e conservato inedito per decenni dal figlio.
Dal 2004 al 2006 insegnò presso l’Università per la Terza Età di Piacenza. Nel 2011 entrò nella redazione del periodico L'Urtiga.
Partecipò al comitato di redazione per le celebrazioni del 150º anniversario dell’Istituto Romagnosi.
Morì il 10 dicembre 2016 a 91 anni. Dopo le esequie presso la chiesa della Santissima Trinità di Piacenza, fu cremata e tumulata a Ripaldina di Arena Po, in provincia di Pavia.
La sua biblioteca e il suo archivio furono donati all’Archivio di Stato di Piacenza e alla Biblioteca Passerini-Landi, mentre il suo archivio fotografico fu affidato al museo per la fotografia di Maurizio Cavalloni, che ne pubblicò una selezione nel volume Appunti fotografici. Carmen Artocchini e organizzò due mostre nel 2018.
Nel 2018, a cura di Patrizia Anselmi, Enzo Latronico e Daniela Morsia, uscì la sua bibliografia con più di 2 000 titoli tra monografie e articoli.
Nel marzo 2025 è stata inserita tra le venti donne premiate dal Dipartimento per le pari opportunità nell’ambito dell’evento Storie invisibili di donne incredibili, tenutosi al MAXXI di Roma.

## Opere[3]
- I castelli del Piacentino nella storia e nella leggenda, Piacenza, Unione tipografica editrice piacentina, 1967
- Piacenza città murata, Piacenza, Unione tipografica editrice piacentina, 1967
- Otto castelli della Val Luretta, della Val Trebbia e della Val Nure, Piacenza, Unione tipografica editrice piacentina, 1968
- Il folklore piacentino. Tradizioni, vita e arti popolari, Piacenza, Utep, 1971
- L’industria del bottone nella storia. Moda e costume a Piacenza, Piacenza, Camera di Commercio, Industria, Artigianato e Agricoltura di Piacenza, 1971
- L’uomo cammina. Sulle vie del piacentino dalla preistoria ad oggi, Piacenza, Camera di Commercio industria artigianato ed agricoltura, 1973
- Le padrone di Parma e Piacenza, Piacenza, Stabilimento tipografico piacentino, 1975
- 400 ricette della cucina piacentina, Piacenza, Stabilimento tipografico piacentino, 1977
- Boccia, Antonio, Viaggio ai monti di Piacenza (1805), trascrizione a cura di Carmen Artocchini, Piacenza, TEP-Gallarati, 1977
- Il Folklore piacentino. Tradizioni, vita e arti popolari, Piacenza, Tep, 1979
- La medicina a Piacenza tra scienza e superstizione, Piacenza, Tip.Le.Co., 1979 (coautore Fausto Fiorentini)
- Storie di maghi di uomini forti di donne belle di bambini furbi di bestie parlanti, edizione speciale a cura del Comitato provinciale Unicef di Piacenza, Stabilimento tipografico piacentino, 1980 (coautrice Dora Eusebietti)
- Castelli piacentini, Piacenza, Tep, 1983
- Il ferro battuto nel Piacentino, Piacenza, edizioni Grafiche Lama, 1995
- L’industria del bottone nella storia. Moda e costume a Piacenza, Piacenza, Camera di Commercio, Industria, Artigianato e Agricoltura di Piacenza, 1997 (ristampa anastatica)
- Tradizioni popolari piacentine, v. 1, La ruota del tempo, Piacenza, Tep Edizioni d’arte, 1999
- Tradizioni popolari piacentine, v. 2, Fantasia e saggezza, Piacenza, Tep Edizioni d’arte, 2000
- Tradizioni popolari piacentine, v. 3, Le ore della gioia, Piacenza, Tep Edizioni d’arte, 2002
- Piacenza a tavola. Ricette tipiche della cucina piacentina raccolte e trascritte da Carmen Artocchini, Piacenza, Tip.Le.Co., 2005
- Tradizioni popolari piacentine, v. 4, La fede, il mistero, l’occulto, Piacenza, Tep Edizioni d’arte, 2006
- Le ricette di Natale. Cinquanta ricette piacentine raccolte da Carmen Artocchini, Piacenza, Tip.Le.Co., 2007
- Virginia Zucchi, genio della danza dell’Ottocento. Sedusse l’Europa in punta di piedi, Piacenza, Tipolito Farnese, 2007 (coautrice Nadia Cocco Bognanni)
- Anguissola, Giana, Buona tavola e belle lettere: il ricettario di Giana Anguissola per l’Accademia Italiana della Cucina, a cura di Carmen Artocchini, Piacenza, Tip.Le.Co., 2007
- Principesse, infante e duchesse. Storia al femminile tra Farnese e Borbone, Piacenza, Tip.Le.Co., 2011